# Степной (Чернский район)
Степной — посёлок в Чернском районе Тульской области России.
В рамках административно-территориального устройства является центром Фёдоровской сельской администрации Чернского района, в рамках организации местного самоуправления входит в сельское поселение Северное.

## География
Расположен в 77 км к юго-западу от областного центра и в 18 км к северо-востоку от райцентра, пгт Чернь.

## Население
| 2002 | 2010 |
| ---- | ---- |
| 512  | ↘428 |

Население — 428 чел. (2010).